# بلاد دوجون

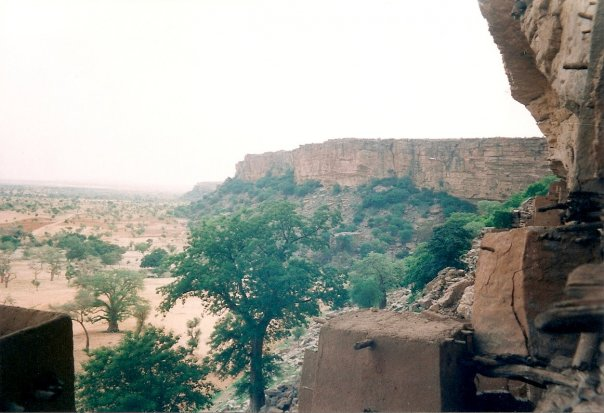
هضبة باندياقارا

بلاد الدوجون منطقة في مالي، تسكنها بشكل رئيسي قبائل الدوجون.
تنتمي هذه المنطقة التاريخية إلى منطقة موبتي وتمتد على جانبي جرف باندياجارا.

## الموروث الطبيعي
تشتهر هذه المنطقة بثلاثة أنواع من المشاهد الطبيعية الرئيسية وهي:

### المائدة
المنطقة بالأساس مائدة أرضية من الحجر الرملي ترتفع تدريجياً لتكون هضبة.
و بهذا الجزء تم إنشاء باندياجارا، عاصمة بلد دوجون.

### الهضبة
يتراوح ارتفاعها بين 100 و 400 متر مقارنة بسهل سينو الذي يجاور ارتفاعه 250 و 300 متر.
تمتد الهضبة على حوالي 200 كم من الجنوب الغربي إلى الشمال الشرقي. يزداد الارتفاع من الجنوب إلى الشمال حتى يصل إلى 791 مترًا بالقرب من بامبا.
و تعتبر المركز السياحي الرئيسي للمنطقة.

### السهل
يقع سهل سينو قوندو عند سفح الهضبة، ويمتد إلى الحدود مع بوركينا فاسو.

## الآثار
تمتلك منطقة بلاد دوجون العديد من آتار المستوطنات القديمة من فترات الاحتلال المتتالية.